# Alcazarquivir
Alcazarquivir (en árabe: القصر الكبير‎, romanizado: Alqasr Alkabir; en francés: Ksar-el-Kébir), originalmente conocida como Kasr el kabir es una ciudad de Marruecos. Según el censo de 2014, tiene una población de 126 617 habitantes.
Está ubicada al norte del país, cerca de Larache, en el curso medio del río Lucus.
El nombre significa «gran palacio» o «gran alcázar».

## Ubicación
La ciudad está rodeada por colinas. Está situada a unos 178 km de Ceuta, en la llanura atlántica. El río Lucus se encuentra a pocos kilómetros de la ciudad, y en su curso se halla el embalse de Wad Majazin, uno de los más grandes de Marruecos.

## Historia
La historia de la ciudad empieza con los fenicios y los cartagineses, que se establecieron en la zona durante el I milenio a. C.; después pasó a integrarse en la provincia romana de Mauritania Tingitana, como una plaza fuerte bajo el nombre de Oppidum Novum. En los primeros años del cristianismo tuvo obispo. En el año 720, resurge como zoco Ketama, siendo lugar de paso de caravanas y ejércitos en dirección a Al-Ándalus o Fez. 
Al finalizar la Reconquista se convierte en asentamiento de las poblaciones musulmana y judía que huyen de Al-Ándalus, contando con un buen plantel de sabios y místicos refugiados.

El acontecimiento histórico más sobresaliente ocurrido es la batalla de Alcazarquivir o de los tres reyes, en la que perecieron en 1578 Sebastián I de Portugal, el exsultán Mulay Ahmed (Muhammad Al-Mutaxakkil) y el nuevo sultán saadita Abu Marwan Abd al-Malik I, que marcaría el fin de los intentos portugueses por conquistar Marruecos.

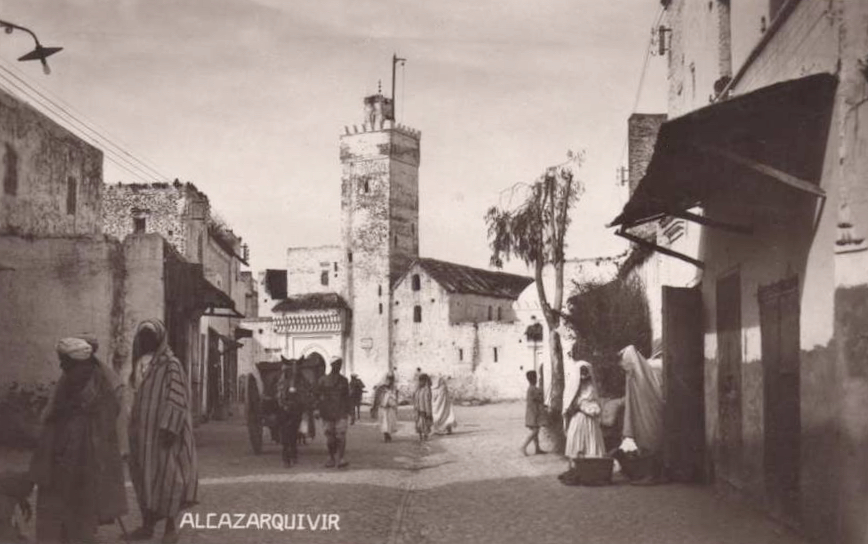
Alcazarquivir a comienzos del

Las guerras civiles del siglo XIX marcan el decaimiento de la ciudad y, a consecuencia de la guerra de Marruecos, a partir de 1860 los comerciantes españoles comienzan a asentarse en la ciudad. 

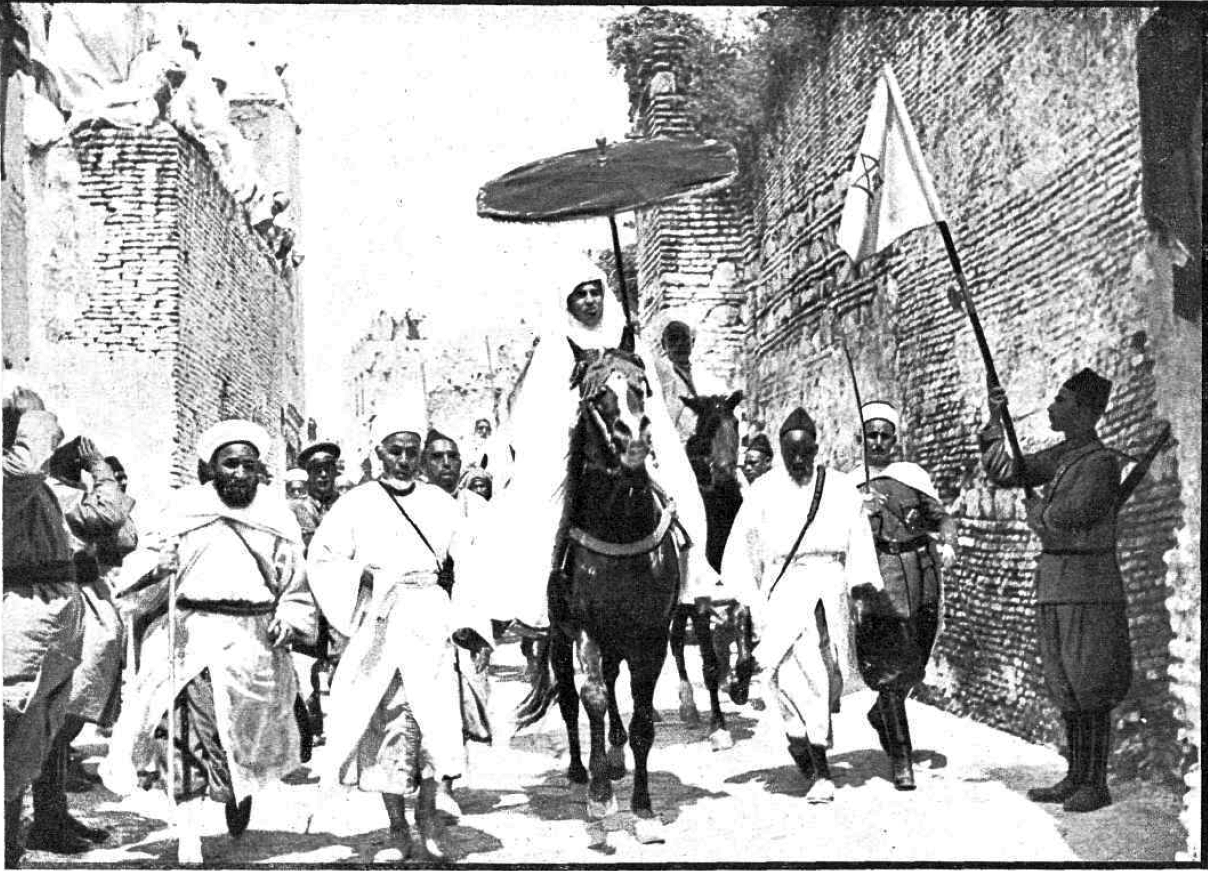
Visita a Alcazarquivir del jalifa Mulay Hassan el Mehdi (1934)

En junio de 1911 los españoles ocuparon Alcazarquivir y Larache, con la neutralidad de El Raisuni, a semejanza de la ocupación de Fez por los franceses, dentro de los acuerdos que dieron lugar al establecimiento del protectorado español de Marruecos. A la llegada de los españoles se trataba de una ciudad fuera de lo común, ya que las murallas de época almohade se encontraban en estado de ruina y la población no estaba amurallada, como sí sucedía con el resto de poblaciones. El primer mando militar fue Manuel Fernández Silvestre y fue convertida en base militar de grandes dimensiones del Grupo de Fuerzas Regulares Indígenas Larache nº 4, cuya sala de Banderas (1916) fue decorada por artesanos de Marrakech y Fez. Los cuarteles se ampliaron posteriormente, incluyendo una torre y entrada monumental. Además, contó con servicios como hospital militar, dispensario médico u oficinas de la administración como la de Asuntos Indígenas (1912), y en uno de los principales pasos fronterizos entre los protectorados español y francés. Durante la campaña del Kert, las cabilas de Beni Gorfet que amenazaban la ciudad fueron repelidas por un Grupo de Escuadrones de Larache mandados por Queipo de Llano. 

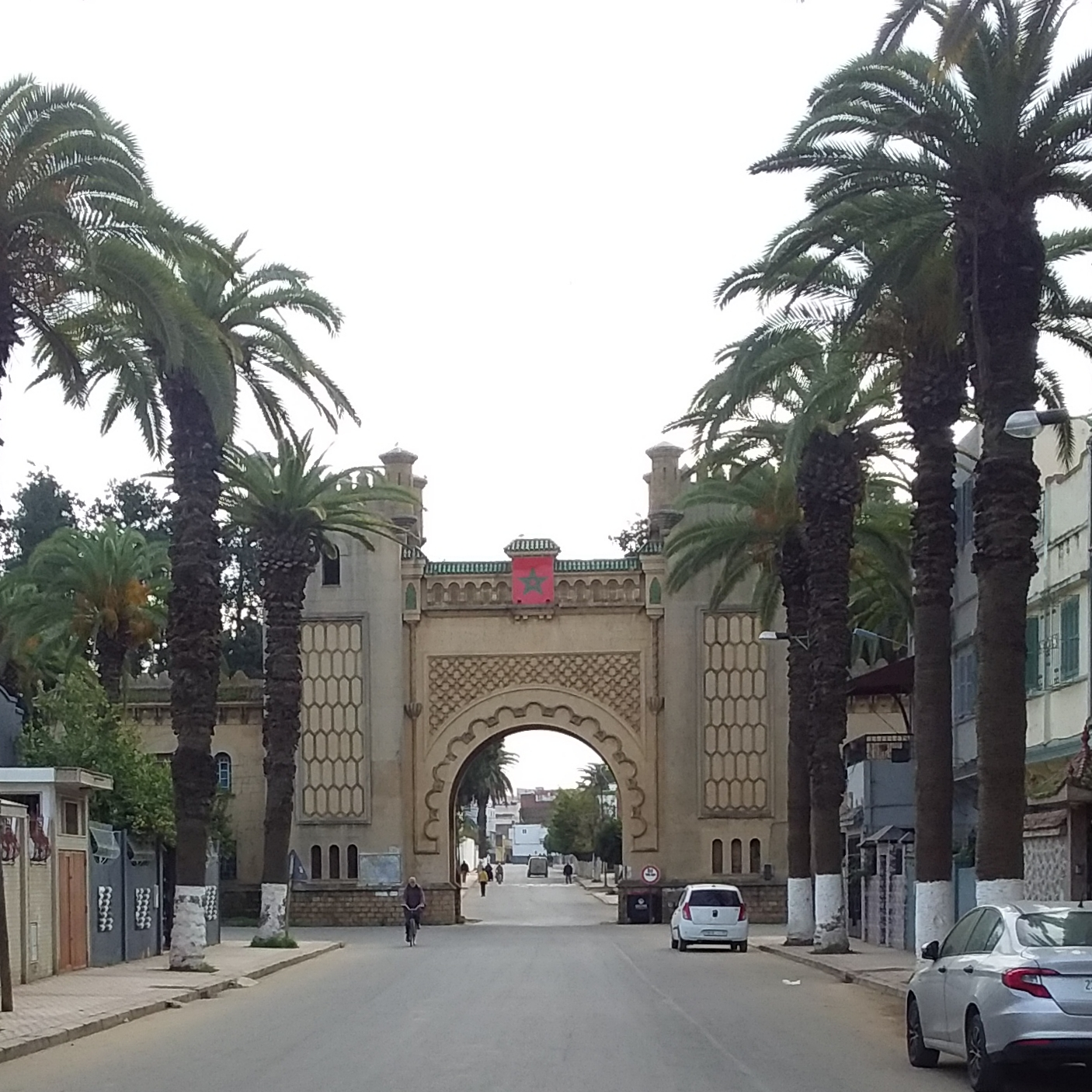
Antigua puerta de acceso al cuartel de Regulares Larache nº 4 en estilo neoárabe y regionalista de época del protectorado español de Marruecos.

De 1916 data la iglesia de la Santa Cruz en la medina, obra de fray Francisco Serra Linares, y de 1931 la iglesia del Sagrado Corazón, obra de José Larrucea. El cónsul Isidro Cagigas impulsó en 1923 la construcción de los modernos ensanches para acoger a la población civil, militar y miembros de Administración española, así como el desarrollo de la agricultura, ganadería y comercio gracias al potencial del los ríos Lukus y Majazén. De esta época datan el barrio residencial Escriñá estilo ciudad jardín, la rehabilitación de a medina y de los santuarios de Sidi Rais, Sidi Bugaleb o Lalla Fatima Andalusiyya así como de mezquitas como la Aljama, y la estación de Alcazarquivir de la línea Tánger a Fez (1926). De 1935 data la planificación urbanística de Pedro Muguruza, con la construcción de la zona industrial y edificios unifamiliares con huerta para la población autóctona. Además, época española también son el Hotel España, edificios civiles como Correos (1924), el Mercado de Cereales, actual mercado de Ceuta, (1953) o la estación de autobuses.
Tras la independencia de Marruecos en 1956 se transforma en núcleo agrícola de la comarca del Lucus-Gharb, con mercado comarcal los domingos.

## Barrios
- Bad el Oued: La medina antigua contiene la mezquita grande, la alcazaba de los Gailan, la casa de Ermiki y una antigua judería.
- Xerea: La ciudad de los españoles con la iglesia del Sagrado Corazón el Hotel España, el grupo escolar español y varios santuarios musulmanes.